# Mistrzostwa Polski w Saneczkarstwie 2016
Mistrzostwa Polski w Saneczkarstwie 2016 odbyły się na torze lodowym w Siguldzie na Łotwie w dniach 29–30 października 2016 roku. Zawodnicy rywalizowali w czterech konkurencjach: jedynkach kobiet i mężczyzn, w dwójkach mężczyzn oraz w zawodach drużynowych.
W jedynkach kobiet zwyciężyła Ewa Kuls. Wśród mężczyzn najlepszy okazał się Maciej Kurowski. W rywalizacji dwójek najlepsi byli Wojciech Chmielewski i Jakub Kowalewski. Natomiast drużynowo tytuł Mistrza Polski sprzed roku obronili KŚ Śnieżka Karpacz i UKS Nowiny Wielkie.

## Wyniki

### Jedynki kobiet
| Miejsce | Zawodnik             | Klub                  | 1. zjazd | 2. zjazd | Czas     | Strata |
| ------- | -------------------- | --------------------- | -------- | -------- | -------- | ------ |
| 1.      | Ewa Kuls             | UKS Nowiny Wielkie    | 39,882   | 40,622   | 1:20,504 | –      |
| 2.      | Natalia Wojtuściszyn | Nowiny Wielkie        | 40,195   | 40,626   | 1:20,821 |        |
| 3.      | Paula Kruk           | AZS AWF Katowice      | 41,864   | 42,782   | 1:24,646 |        |
| 4.      | Natalia Jamróz       | KS „Tajfun” Nowy Sącz | 44,851   | 44,570   | 1:29,421 |        |

### Jedynki mężczyzn
| Miejsce | Zawodnik             | Klub                        | 1. zjazd | 2. zjazd | Czas     | Strata |
| ------- | -------------------- | --------------------------- | -------- | -------- | -------- | ------ |
| 1.      | Maciej Kurowski      | KS „Śnieżka” Karpacz        | 42,774   | 43,724   | 1:26,498 | –      |
| 2.      | Wojciech Chmielewski | MKS Karkonosze Jelenia Góra | 43,183   | 43,748   | 1:26,931 |        |
| 3.      | Mateusz Sochowicz    | KS „Śnieżka” Karpacz        | 43,388   | 44,145   | 1:27,533 |        |
| 4.      | Mateusz Żakowicz     | AZS AWF Katowice            | 45,380   | 45,433   | 1:30,813 |        |
| 5.      | Damian Chamielec     | AZS AWF Katowice            | 45,473   | 45,620   | 1:31,093 |        |
| 6.      | Artur Grudziński     | UKS Nowiny Wielkie          | 45,054   | 46,100   | 1:31,164 |        |
| 7.      | Rafał Wojtuściszyn   | UKS Nowiny Wielkie          | 49,524   | 49,698   | 1:39,222 |        |
| 8.      | Kamil Rucki          | UKS Nowiny Wielkie          | 53,778   | 48,190   | 1:41,968 |        |
| 9.      | Maciej Kiełbasa      | KS „Tajfun” Nowy Sącz       | 44,838   | 1:09,180 | 1:54,018 |        |
| 10.     | Kamil Wojczuk        | UKS Nowiny Wielkie          | 1:07,175 | 51,783   | 1:58,958 |        |

### Dwójki mężczyzn
| Miejsce | Zawodnik                                | Klub                                           | 1. zjazd | 2. zjazd | Czas     | Strata |
| ------- | --------------------------------------- | ---------------------------------------------- | -------- | -------- | -------- | ------ |
| 1.      | Wojciech Chmielewski / Jakub Kowalewski | MKS Karkonosze Jelenia Góra/KS Śnieżka Karpacz | 40,916   | 40,941   | 1:21,857 | –      |
| 2.      | Artur Petyniak / Adam Wanielista        | KS Śnieżka Karpacz                             | 41,150   | 41,282   | 1:22,432 |        |
| 3.      | Artur Grudziński / Kamil Rucki          | UKS Nowiny Wielkie                             | 44,499   | 48,768   | 1:33,265 |        |
| 4.      | Artur Zubel / Kacper Skorupka           | UKS „Tajfun” Nowy Sącz                         | 57,380   | 46,596   | 1:43,976 |        |

### Drużynowo
| Lokata | Klub                                                                | Zawodnik                                | 1. zjazd | Łączny czas | Strata |
| ------ | ------------------------------------------------------------------- | --------------------------------------- | -------- | ----------- | ------ |
| 1.     | KS Śnieżka Karpacz / UKS Nowiny Wielkie                             | Maciej Kurowski                         | 42,774   | 2:03,806    | –      |
| 1.     | KS Śnieżka Karpacz / UKS Nowiny Wielkie                             | Ewa Kuls                                | 39,882   | 2:03,806    | –      |
| 1.     | KS Śnieżka Karpacz / UKS Nowiny Wielkie                             | Artur Petyniak / Adam Wanielista        | 41,150   | 2:03,806    | –      |
| 2.     | AZS AWF Katowice / MKS Karkonosze Jelenia Góra / KS Śnieżka Karpacz | Mateusz Sochowicz                       | 43,388   | 2:06,168    | ?      |
| 2.     | AZS AWF Katowice / MKS Karkonosze Jelenia Góra / KS Śnieżka Karpacz | Paula Kruk                              | 41,864   | 2:06,168    | ?      |
| 2.     | AZS AWF Katowice / MKS Karkonosze Jelenia Góra / KS Śnieżka Karpacz | Wojciech Chmielewski / Jakub Kowalewski | 40,916   | 2:06,168    | ?      |
| 3.     | UKS Nowiny Wielkie                                                  | Artur Grudziński                        | 45,054   | 2:09,748    | ?      |
| 3.     | UKS Nowiny Wielkie                                                  | Natalia Wojtuściszyn                    | 40,195   | 2:09,748    | ?      |
| 3.     | UKS Nowiny Wielkie                                                  | Artur Grudziński / Kamil Rucki          | 44,499   | 2:09,748    | ?      |
| 4.     | UKS Tajfun Nowy Sącz                                                | Maciej Kiełbasa                         | 44,838   | 2:27,069    | ?      |
| 4.     | UKS Tajfun Nowy Sącz                                                | Natalia Jamróz                          | 44,851   | 2:27,069    | ?      |
| 4.     | UKS Tajfun Nowy Sącz                                                | Artur Zubel / Kacper Skorupka           | 57,380   | 2:27,069    | ?      |